# Hindi Medium

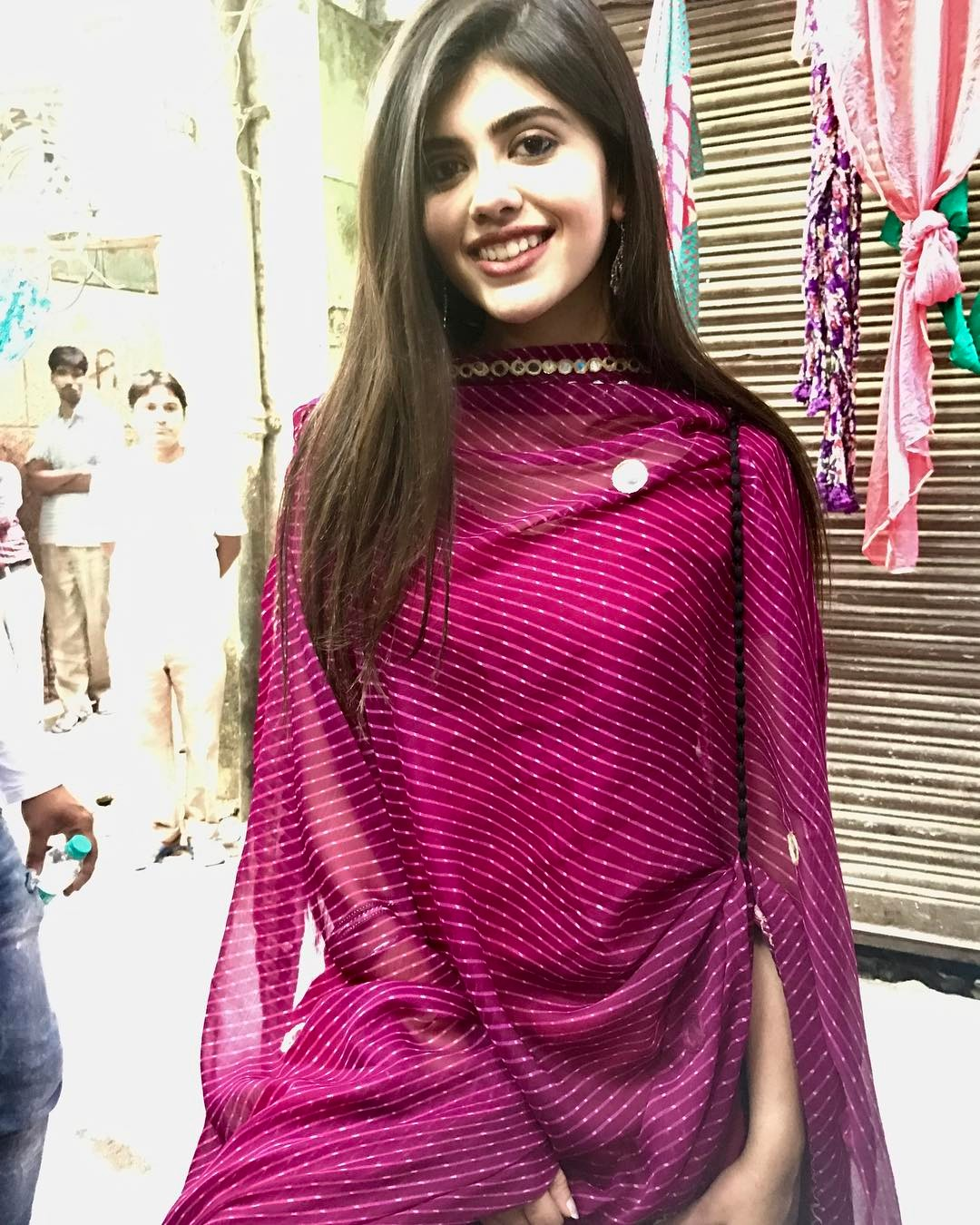
L'attrice Sanjana Sanghi sul set del film

Hindi Medium è un film del 2017 diretto da Saket Chaudhary.

## Riconoscimenti
- Screen Awards 2017: 
  - Best Actor a Irrfan Khan
- Filmfare Awards 2018:
  - Miglior Film
  - Miglior attore a Irrfan Khan
- International Indian Film Academy Awards 2018:
  - Miglior regista a Saket Chaudhary
  - Miglior attore a Irrfan Khan